# Савелово (Московская область)
Савелово — деревня в Дмитровском районе Московской области, в составе городского поселения Дмитров. Население — 75 чел. (2010). До 2006 года Савелово входило в состав Настасьинского сельского округа.

## Расположение
Деревня расположена в центральной части района, примерно в 5 км западнее Дмитрова, на водоразделе, у истоков безымянных ручьёв бассейна Яхромы, высота центра над уровнем моря 148 м. Ближайшие населённые пункты — примыкающие на западе Горшково и на юге Сысоево; Матвеево в 1 км на север и Кончинино в 1 км на востоке.

## Население
| 2002 | 2006 | 2010 |
| ---- | ---- | ---- |
| 76   | ↘50  | ↗75  |